# Сант-Андреа-делла-Валле

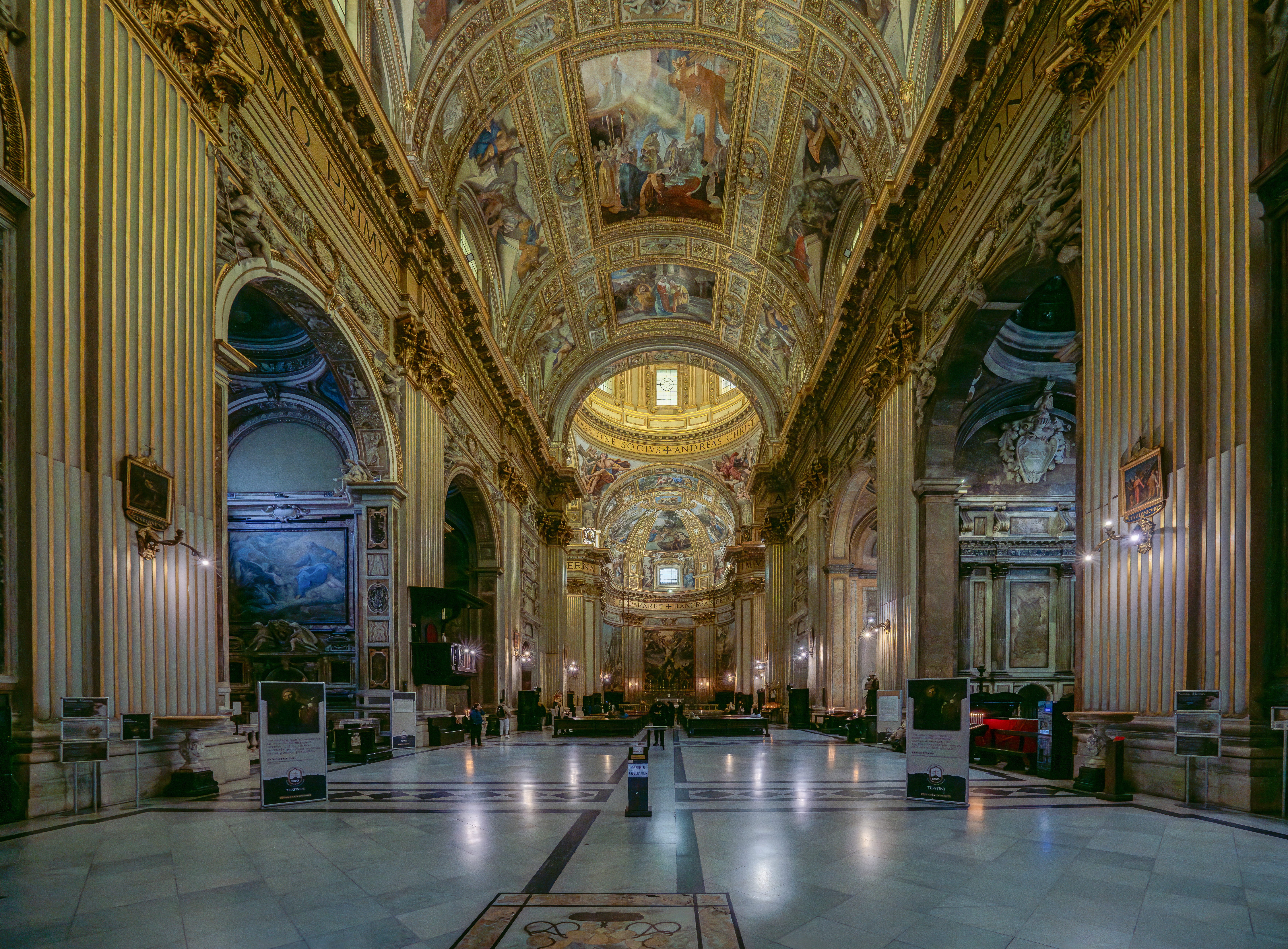
Інтер'єр

Сант-Андреа-делла-Валле (італ. Sant'Andrea della Valle) — найбільша барокова церква у Римі. Розташована на одній з центральних магістралей міста — вулиці Віктора Еммануїла II.

## Історія
Будувалася з 1590. За обітницею і на кошти покійної герцогині Амальфи. Більша частина будівельних робіт була здійснена в 1609–1650 роках за проєктом Карло Мадерно. Фасад (1655–1663) спроєктував Карло Райнальді.
Церква має третій за величиною купол в Римі після Собору Святого Петра та Пантеон. Над фресками працював пармський майстер Джованні Ланфранко створив  багатофігурну динамічну фреску купола «Вознесіння Богоматері» (1621–1625). У 1670 Карло Фонтана добудував капелу Ланчеллотті. Серед скульптурних робіт виділяється надгробок папи Пія II. 
У вигаданій капелі цієї базиліки Пуччіні помістив дію першої дії своєї опери «Тоска».

## Титулярна церква
З 12 березня 1960 є титульною церквою, кардиналом-священиком з титулом церкви Сант Андреа делла Валле з 28 червня 1988, є італійський кардинал Джованні Канестрі.